# Hannusyne (przystanek kolejowy)
Hannusyne (ukr. Ганнусине) – przystanek kolejowy w pobliżu miejscowości Hannusyne, w rejonie szepetowskim, w obwodzie chmielnickim, na Ukrainie. Położony jest na linii Koziatyn – Berdyczów – Szepetówka.
W okresie międzywojennym istniała w tym miejscu mijanka Rohowicze.